# Mañana será bonito Tour
Il Mañana será bonito Tour è il quarto tour musicale della cantante colombiana Karol G, a supporto del suo quarto album in studio Mañana será bonito (2023).

## Date del tour
| Data              | Città             | Stato                 | Luogo                                       | Artisti d'apertura                           | Biglietti venduti / Biglietti disponibili | Incasso      |
| Nord America      | Nord America      | Nord America          | Nord America                                | Nord America                                 | Nord America                              | Nord America |
| ----------------- | ----------------- | --------------------- | ------------------------------------------- | -------------------------------------------- | ----------------------------------------- | ------------ |
| 10 agosto 2023    | Paradise          | Stati Uniti           | Allegiant Stadium                           | Agudelo                                      | 38.221 / 38.221                           | $7.212.809   |
| 14 agosto 2023    | Santa Clara       | Stati Uniti           | Levi's Stadium                              | Agudelo                                      | 44.924 / 44.924                           | $6.988.710   |
| 18 agosto 2023    | Pasadena          | Stati Uniti           | Rose Bowl                                   | Agudelo, Young Miko                          | 118.174 / 118.174                         | $25.446.544  |
| 19 agosto 2023    | Pasadena          | Stati Uniti           | Rose Bowl                                   | Agudelo                                      | 118.174 / 118.174                         | $25.446.544  |
| 25 agosto 2023    | Miami Gardens     | Stati Uniti           | Hard Rock Stadium                           | Agudelo, Bad Gyal                            | 89.814 / 89.814                           | $18.578.460  |
| 26 agosto 2023    | Miami Gardens     | Stati Uniti           | Hard Rock Stadium                           | Agudelo, Bad Gyal                            | 89.814 / 89.814                           | $18.578.460  |
| 29 agosto 2023    | Houston           | Stati Uniti           | NRG Stadium                                 | Agudelo, Young Miko                          | 48.980 / 48.980                           | $10.163.164  |
| 31 agosto 2023    | San Antonio       | Stati Uniti           | Alamodome                                   | Agudelo                                      | 40.387 / 40.387                           | $5.241.375   |
| 2 settembre 2023  | Dallas            | Stati Uniti           | Cotton Bowl                                 | Agudelo                                      | 68.914 / 68.914                           | $11.313.933  |
| 7 settembre 2023  | East Rutherford   | Stati Uniti           | MetLife Stadium                             | Agudelo                                      | 109.793 / 109.793                         | $24.373.218  |
| 8 settembre 2023  | East Rutherford   | Stati Uniti           | MetLife Stadium                             | Agudelo, Young Miko                          | 109.793 / 109.793                         | $24.373.218  |
| 15 settembre 2023 | Chicago           | Stati Uniti           | Soldier Field                               | Agudelo, Young Miko                          | 52.505 / 52.505                           | $10.028.807  |
| 21 settembre 2023 | Atlanta           | Stati Uniti           | Mercedes-Benz Stadium                       | Agudelo, Young Miko                          | 48.838 / 48.838                           | $6.581.701   |
| 24 settembre 2023 | Orlando           | Stati Uniti           | Camping World Stadium                       | Agudelo, Young Miko                          | 49.128 / 49.128                           | $6.508.388   |
| 28 settembre 2023 | Foxborough        | Stati Uniti           | Gillette Stadium                            | Agudelo, Young Miko                          | 49.134 / 49.134                           | $6.007.750   |
| America Latina    |                   |                       |                                             |                                              |                                           |              |
| 1º dicembre 2023  | Medellín          | Colombia              | Estadio Atanasio Girardot                   | Mar Mejía, Jhay P, Nath, Agudelo, Young Miko | 95.382 / 95.382                           | $10.746.637  |
| 2 dicembre 2023   | Medellín          | Colombia              | Estadio Atanasio Girardot                   | Soley, Jhay P, Agudelo, Ñejo, Ryan Castro    | 95.382 / 95.382                           | $10.746.637  |
| 8 febbraio 2024   | Città del Messico | Messico               | Estadio Azteca                              | N.D.                                         | 140.795 / 140.795                         | $18.410.706  |
| 9 febbraio 2024   | Città del Messico | Messico               | Estadio Azteca                              | N.D.                                         | 140.795 / 140.795                         | $18.410.706  |
| 10 febbraio 2024  | Città del Messico | Messico               | Estadio Azteca                              | N.D.                                         | 140.795 / 140.795                         | $18.410.706  |
| 16 febbraio 2024  | Monterrey         | Messico               | Estadio Mobil Super                         | N.D.                                         | 52.643 / 52.643                           | $7.273.924   |
| 17 febbraio 2024  | Monterrey         | Messico               | Estadio Mobil Super                         | N.D.                                         | 52.643 / 52.643                           | $7.273.924   |
| 23 febbraio 2024  | Zapopan           | Messico               | Estadio Tres de Marzo                       | N.D.                                         | 50.804 / 50.804                           | $7.675.116   |
| 24 febbraio 2024  | Zapopan           | Messico               | Estadio Tres de Marzo                       | N.D.                                         | 50.804 / 50.804                           | $7.675.116   |
| 1º marzo 2024     | Guatemala City    | Guatemala             | Explanada Cardales de Cayalá                | N.D.                                         | 38.610 / 38.610                           | $5.171.919   |
| 2 marzo 2024      | Guatemala City    | Guatemala             | Explanada Cardales de Cayalá                | N.D.                                         | 38.610 / 38.610                           | $5.171.919   |
| 5 marzo 2024      | San Salvador      | El Salvador           | Estadio Cuscatlán                           | N.D.                                         | 28.719 / 28.719                           | $2.104.317   |
| 9 marzo 2024      | San José          | Costa Rica            | Estadio Nacional                            | N.D.                                         | 104.761 / 104.761                         | $8.597.495   |
| 10 marzo 2024     | San José          | Costa Rica            | Estadio Nacional                            | N.D.                                         | 104.761 / 104.761                         | $8.597.495   |
| 15 marzo 2024     | Santo Domingo     | Repubblica Dominicana | Estadio Olímpico Félix Sánchez              | N.D.                                         | 54.878 / 54.878                           | $6.261.995   |
| 16 marzo 2024     | Santo Domingo     | Repubblica Dominicana | Estadio Olímpico Félix Sánchez              | N.D.                                         | 54.878 / 54.878                           | $6.261.995   |
| 22 marzo 2024     | Caracas           | Venezuela             | Estadio Monumental de Caracas Simón Bolivar | Micro TDH, Elena Rose, Agudelo               | 75.621 / 75.621                           | $11.397.080  |
| 23 marzo 2024     | Caracas           | Venezuela             | Estadio Monumental de Caracas Simón Bolivar | Micro TDH, Elena Rose, Agudelo               | 75.621 / 75.621                           | $11.397.080  |
| 5 aprile 2024     | Bogotá            | Colombia              | Estadio El Campín                           | N.D.                                         | 79.796 / 79.796                           | $10.071.510  |
| 6 aprile 2024     | Bogotá            | Colombia              | Estadio El Campín                           | N.D.                                         | 79.796 / 79.796                           | $10.071.510  |
| 12 aprile 2024    | Lima              | Perú                  | Estadio San Marcos                          | N.D.                                         | 88.573 / 88.573                           | $12.033.193  |
| 13 aprile 2024    | Lima              | Perú                  | Estadio San Marcos                          | N.D.                                         | 88.573 / 88.573                           | $12.033.193  |
| 19 aprile 2024    | Santiago del Cile | Cile                  | Estadio Nacional Julio Martínez Prádanos    | Denise Rosenthal                             | 168.120 / 168.120                         | $14.941.774  |
| 20 aprile 2024    | Santiago del Cile | Cile                  | Estadio Nacional Julio Martínez Prádanos    | Denise Rosenthal                             | 168.120 / 168.120                         | $14.941.774  |
| 21 aprile 2024    | Santiago del Cile | Cile                  | Estadio Nacional Julio Martínez Prádanos    | Denise Rosenthal                             | 168.120 / 168.120                         | $14.941.774  |
| 26 aprile 2024    | Buenos Aires      | Argentina             | Estadio Vélez Sarsfield                     | N.D.                                         | 82.818 / 82.818                           | $8.006.445   |
| 27 aprile 2024    | Buenos Aires      | Argentina             | Estadio Vélez Sarsfield                     | N.D.                                         | 82.818 / 82.818                           | $8.006.445   |
| 2 maggio 2024     | Asunción          | Paraguay              | Estadio La Nueva Olla                       | N.D.                                         | 33.207 / 33.207                           | $1.729.377   |
| 10 maggio 2024    | São Paulo         | Brasile               | Centro Esportivo Tietê                      | N.D.                                         | 9.247 / 15.174                            | $980.755     |
| Europa            |                   |                       |                                             |                                              |                                           |              |
| 8 giugno 2024     | Zurigo            | Svizzera              | Hallenstadion                               | N.D.                                         | 13.157 / 13.157                           | $1.300.143   |
| 11 giugno 2024    | Colonia           | Germania              | Lanxess Arena                               | N.D.                                         | 14.541 / 14.541                           | $1.358.694   |
| 14 giugno 2024    | Amsterdam         | Paesi Bassi           | Ziggo Dome                                  | N.D.                                         | 24.869 / 24.869                           | $2.458.187   |
| 15 giugno 2024    | Amsterdam         | Paesi Bassi           | Ziggo Dome                                  | N.D.                                         | 24.869 / 24.869                           | $2.458.187   |
| 18 giugno 2024    | Londra            | Regno Unito           | The O2 Arena                                | N.D.                                         | 29.780 / 29.780                           | $3.608.153   |
| 19 giugno 2024    | Londra            | Regno Unito           | The O2 Arena                                | N.D.                                         | 29.780 / 29.780                           | $3.608.153   |
| 22 giugno 2024    | Parigi            | Francia               | Accor Arena                                 | N.D.                                         | 28.192 / 28.192                           | $2.943.889   |
| 23 giugno 2024    | Parigi            | Francia               | Accor Arena                                 | N.D.                                         | 28.192 / 28.192                           | $2.943.889   |
| 25 giugno 2024    | Milano            | Italia                | Mediolanum Forum                            | N.D.                                         | 21.079 / 21.079                           | $2.138.672   |
| 26 giugno 2024    | Milano            | Italia                | Mediolanum Forum                            | N.D.                                         | 21.079 / 21.079                           | $2.138.672   |
| 29 giugno 2024    | Anversa           | Belgio                | Sportpaleis                                 | N.D.                                         | 18.226 / 18.226                           | $1.632.695   |
| 2 luglio 2024     | Berlino           | Germania              | Uber Arena                                  | N.D.                                         | 12.054 / 12.054                           | $1.233.767   |
| 7 luglio 2024     | Lisbona           | Portogallo            | MEO Arena                                   | N.D.                                         | 33.830 / 33.830                           | $3.078.892   |
| 8 luglio 2024     | Lisbona           | Portogallo            | MEO Arena                                   | N.D.                                         | 33.830 / 33.830                           | $3.078.892   |
| 20 luglio 2024    | Madrid            | Spagna                | Estadio Santiago Bernabéu                   | N.D.                                         | 219.943 / 219.943                         | $23.594.354  |
| 21 luglio 2024    | Madrid            | Spagna                | Estadio Santiago Bernabéu                   | N.D.                                         | 219.943 / 219.943                         | $23.594.354  |
| 22 luglio 2024    | Madrid            | Spagna                | Estadio Santiago Bernabéu                   | N.D.                                         | 219.943 / 219.943                         | $23.594.354  |
| 23 luglio 2024    | Madrid            | Spagna                | Estadio Santiago Bernabéu                   | N.D.                                         | 219.943 / 219.943                         | $23.594.354  |
| Totale            | Totale            | Totale                | Totale                                      | Totale                                       | 2.278.547 / 2.284.474 (99.74%)            | $307.194.548 |